# さてはとことん恭ノ介
『さてはとことん恭ノ介』（さてはとことんきょうのすけ）は、2006年4月8日から2008年3月29日まで茨城放送（現在のLuckyFM茨城放送）で放送していたワイド番組である。

## 放送時間
- 土曜 12:00 - 18:00

## 出演者
- パーソナリティ：上恭ノ介
- アシスタント：中嶋みさ（2006年4月 - 2007年3月）、安藤かおり（2007年4月 - 2008年3月[1]）

## タイムテーブル
2007年10月時点でのデータを記載。
- 12:00 オープニング
- 12:15 三好鉄生 鉄生・音・座・Rock
- 12:30 お昼のニュース
- 12:33 天気予報
- 12:35 交通安全指導取締情報
- 12:37 IBS交通情報
- 13:00 Blue Stage Music Music
- 13:43 交通情報
- 13:53 天気予報
- 13:55 農産物・畜産物市況
- 14:00 スクーピーレポート
- 14:26 ウェザーリポート
- 14:30 交通安全指導取締情報
- 14:33 シネマクルーズ
- 14:45 月刊お天気マガジン（第4週に放送）
- 15:00 朝日新聞ニュース
- 15:03 天気予報
- 15:10 テクモアプレゼンツ・ポップジョプ
- 15:25 交通情報
- 15:30 木村さおりのつくばスタイル
- 15:50 テクノロジー ルネッサンス！
- 16:00 朝日新聞ニュース
- 16:03 茨城新聞ニュース
- 16:06 IBS交通情報
- 16:10 おもしろ野球！ゴールデンゴールズ
- 16:42 週間・天気予報
- 16:55 インフォメーションタイム
- 17:00 朝日新聞ニュース
- 17:06 IBS交通情報
- 17:10 とことんいばらき
- 17:24 IBS交通情報
- 17:30 週間ニュースファイル
- 17:40 IBS交通情報
- 17:45 エンディング

## コーナー
- とことん五七五 - 『おっとガッテン恭ノ介』で行われていた川柳のコーナー「ガッテン五七五」の改題リニューアル版。
- 今日のとことんネタ
- お天気おじさんの風まかせ
- とことんいばらき - 茨城県内にある全ての大字から1つをくじ引きによって無作為選出し、その場所を取材するコーナー。現地住民へのインタビューを主とする内容で、彼らからその土地の名物を紹介してもらった。名産品をスタジオへのお土産として持ち帰ることもあった。無作為選出の特性上、同一市町村を2週連続で訪れることになったり、住居のない土地を取材することになる場合もあった。
- Blue Stage Music Music - 茨城日産自動車提供枠。